# قناة العربية الإنجليزية
قناة العربية الإنجليزية هي خدمات أخبار باللغة الإنجليزية للأخبار العربية الإقليمية وتتخذ من الرياض مقراً لها قناة العربية. وأبرز مُشاهدين هذه القناة يقيمون في الولايات المتحدة والمملكة المتحدة.

## التأسيس والأيام الأولى
بدأت خدمة اخبار العربية الإنجليزية في عام 2007 إلى جانب اللغة الفارسية والأردية. كانت تنشر أخباراً ومقالات من موقعها باللغة العربية وتترجمه إلى اللغة الإنجليزية.
تم إحضار عدد من المحررين لإدارة القناة بشكل مستقل بما في ذلك الصحفية الأمريكية كورتني رادش. من بين المحررين الآخرين براناي غوبت  الذي خدم بين عامي 2011 و2012 وكذلك فيصل جعفر عباس الذي شغل منصب رئيس التحرير بين 2012 و 2016 وساهم بشكل كبير لتطوير القناة، وقام بتعزيز وجود القناة في وسائل التواصل الاجتماعي.
الكاتب السعودي ممدوح المهيني، الذي تم تعيينه في 27 سبتمبر 2017 ، هو رئيس التحرير الحالي لجميع المنصات الرقمية في العربية، والتي تشمل المواقع الإنجليزية والعربية والأردية والفارسية. اشتهر بإدارة تغطية انتخابات دونالد ترامب والأزمة مع قطر بالإضافة إلى العديد من الأحداث المختلفة.

## استئناف
في 1 يوليو 2012 ، أصدرت قناة العربية الإخبارية بيانًا أعلن فيه تعيين فيصل جعفر عباس، وهو مدون في هوفينجتون بوست ، ومراسل في الشرق الأوسط، ورئيس تحرير سابق لصحيفة الشرق الأوسط اليومية التي تتخذ من لندن مقراً لها كرئيس تحرير للقناة باللغة الإنجليزية. وتعليقًا على التعيين، قال عبد الرحمن الراشد، المدير العام للقناة: «فيصل هو من بين الصحفيين الشباب الأكثر تميّزًا ويسعدنا أن يكون معنا في هذه القناة لمواصلة دفع القناة إلى الأمام.» في نوفمبر 2013 ، تم إعادة إطلاق الموقع.

## نقد
في عام 2012، نشرت قناة العربية الإنجليزية سلسلة من الأخبار التي كشفت فيها عن رسائل بريد إلكتروني مُسربة لشيري الجعفري وهي ابنة مبعوث سوريا لدى الأمم المتحدة بشار الجعفري. وأظهرت رسائل البريد الإلكتروني التي تم تسريبها شيري وهي تطلب تصوير الحلقة مُسجلة مع مضيف التليفزيون الأمريكي تشارلي روز وذلك لتأمين أن المقابلة تظهر بصورة جيدة مع الرئيس بشار الأسد.
بعد مقال نشر في 5 مارس 2015 على العربية الإنجليزية  يدعو الرئيس باراك أوباما إلى «الاستماع إلى (رئيس الوزراء الإسرائيلي) نتنياهو» عندما يتعلق الأمر بالتهديد الذي تفرضه الصفقة النووية الإيرانية على المنطقة . قامت وسائل الإعلام الإيرانية وحتى الغربية بانتقاد موقف قناة العربية الإنجليزية. وكتب الصحفي روبرت فيسك يوم 6 مارس، أن المقال الذي كتبه رئيس تحرير العربية الإنجليزية في ذلك الوقت لن يتم نشره دون موافقة آل سعود. وكان فيسك يردد إدعاءات غير مؤكدة بأن قناة العربية مملوكة من قبل الحكومة السعودية وبالتالي فهي غير قادرة على نشر وجهات نظر غير متوافقة مع وجهات نظر الأسرة الحاكمة.